# Nati nel 1989/Dicembre
| Questa pagina contiene informazioni ricavate automaticamente dalle voci biografiche con l'ausilio del template Bio e di un bot. L'aggiornamento è periodico e automatico e ricostruisce completamente la pagina. Se manca una persona in questa lista, sei pregato di non aggiungerla, ma accertati piuttosto che la sua voce biografica contenga il template Bio e che i dati anagrafici siano correttamente compilati. Se il template Bio manca, inseriscilo tu stesso o, in alternativa, metti l'avviso {{tmp\|Bio}} che ne segnala la mancanza. Se i dati riportati sono sbagliati, correggi direttamente la voce biografica; le modifiche saranno visibili in questa lista entro pochi giorni. Per chiarimenti vedi il progetto biografie. La lista contiene solo le 420 persone che sono citate nell'enciclopedia e per le quali è stato implementato correttamente il template Bio. Pagina aggiornata al 2 ago 2025. |

- 1º dicembre - Barry Bannan, calciatore scozzese
- 1º dicembre - Safiya Burkhanova, atleta paralimpica uzbeka
- 1º dicembre - Fredrik Carlsen, ex calciatore norvegese
- 1º dicembre - Diego Churín, calciatore argentino
- 1º dicembre - Thomas Finchum, tuffatore statunitense
- 1º dicembre - Guy Gnabouyou, ex calciatore francese
- 1º dicembre - Rugenio Josephia, calciatore olandese
- 1º dicembre - Veronica Maglia, allenatrice di calcio e ex calciatrice svizzera
- 1º dicembre - Brice Maubleu, calciatore francese
- 1º dicembre - Edgar Teixeira, ex calciatore portoghese
- 1º dicembre - Manaraii Porlier, calciatore francese
- 1º dicembre - Adeola Runsewe, ex calciatore nigeriano
- 1º dicembre - Bella Santiago, cantante filippina
- 1º dicembre - Neal Skupski, tennista britannico
- 1º dicembre - Dmitrij Stockij, calciatore russo
- 2 dicembre - Alan Aguilar, giocatore di calcio a 5 guatemalteco
- 2 dicembre - Rashed Ali, calciatore emiratino
- 2 dicembre - Matteo Darmian, calciatore italiano
- 2 dicembre - Azzurra Gaglio, ex cestista italiana
- 2 dicembre - Martín Barba, attore, modello e imprenditore messicano
- 2 dicembre - José Ignacio González, calciatore cileno
- 2 dicembre - Asa Jackson, giocatore di football americano statunitense
- 2 dicembre - John Paul Kissock, ex calciatore inglese
- 2 dicembre - Matt McGloin, ex giocatore di football americano statunitense
- 2 dicembre - Rhoda Mulaudzi, calciatrice sudafricana
- 2 dicembre - Luca Panerati, ex giocatore di baseball italiano
- 2 dicembre - Cassie Steele, attrice, cantante e cantautrice canadese
- 2 dicembre - Richard Tait, calciatore scozzese
- 2 dicembre - Robert Turbin, ex giocatore di football americano statunitense
- 2 dicembre - Ernst Umhauer, attore francese
- 2 dicembre - Kazuya Yamamura, calciatore giapponese
- 3 dicembre - Selçuk Alibaz, calciatore tedesco
- 3 dicembre - Azamat Bajmatov, ex calciatore kirghiso
- 3 dicembre - Ricardo Abel Barbosa Ferreira, calciatore portoghese
- 3 dicembre - Arina Bilocerkivs'ka, ex cestista ucraina
- 3 dicembre - Gillian Carleton, ex pistard e ex ciclista su strada canadese
- 3 dicembre - Miles Chamley-Watson, schermidore statunitense
- 3 dicembre - José Antonio Fernández Pomares, calciatore spagnolo
- 3 dicembre - Juliette, cantante e imprenditrice brasiliana
- 3 dicembre - Frank López, calciatore beliziano
- 3 dicembre - Alex McCarthy, calciatore inglese
- 3 dicembre - Peterson Occénat, ex calciatore haitiano
- 3 dicembre - Mattia Pesce, ex nuotatore italiano
- 3 dicembre - Damier Pitts, cestista statunitense
- 3 dicembre - Paulo Regula, ex calciatore portoghese
- 3 dicembre - Chiara Serafino, calciatrice italiana
- 3 dicembre - Nikola Tkalčić, calciatore croato
- 3 dicembre - Giovanna Matheus, ex ginnasta brasiliana
- 4 dicembre - Anastasija Artem'eva, pallavolista russa
- 4 dicembre - Duško Bunić, ex cestista serbo
- 4 dicembre - Ryan Dungey, pilota motociclistico statunitense
- 4 dicembre - Maximiliano Lugo, ex calciatore argentino
- 4 dicembre - Ian McKinley, ex rugbista a 15 e allenatore di rugby a 15 irlandese
- 4 dicembre - Michal Nguyễn, calciatore ceco
- 5 dicembre - Gregory Tyree Boyce, attore statunitense († 2020)
- 5 dicembre - Jurrell Casey, ex giocatore di football americano statunitense
- 5 dicembre - Laura Colella, sceneggiatrice italiana
- 5 dicembre - Federico Fashion Style, parrucchiere e personaggio televisivo italiano
- 5 dicembre - Mike James, giocatore di football americano statunitense
- 5 dicembre - Pamela Jelimo, mezzofondista keniota
- 5 dicembre - Maksym Kalenčuk, ex calciatore ucraino
- 5 dicembre - Ibrahim Koné, calciatore ivoriano
- 5 dicembre - Kwon Yu-ri, cantante e attrice sudcoreana
- 5 dicembre - Julija Ležneva, soprano e mezzosoprano russo
- 5 dicembre - Linet Masai, mezzofondista keniota
- 5 dicembre - Steven Means, giocatore di football americano statunitense
- 5 dicembre - Daryl van Mieghem, calciatore olandese
- 5 dicembre - Jean-Marc Mwema, cestista belga
- 5 dicembre - John van den Raadt, ex giocatore di football americano statunitense
- 5 dicembre - Emanuele Vicorito, attore italiano
- 5 dicembre - Blidi Wreh-Wilson, giocatore di football americano statunitense
- 5 dicembre - Aviram Zelekovits, ex cestista israeliano
- 6 dicembre - Ali Abu Eshrein, calciatore sudanese
- 6 dicembre - Hamad Aman, calciatore kuwaitiano
- 6 dicembre - Rógvi Baldvinsson, ex calciatore faroese
- 6 dicembre - Deshauna Barber, modella statunitense
- 6 dicembre - Cecília Dassi, attrice brasiliana
- 6 dicembre - Chris Givens, giocatore di football americano statunitense
- 6 dicembre - Alexandru Vlad, calciatore rumeno
- 7 dicembre - Basia A'Hern, attrice australiana
- 7 dicembre - Matthias Brändle, ex ciclista su strada austriaco
- 7 dicembre - Danilo Celano, ex ciclista su strada italiano
- 7 dicembre - Gazzelle, cantautore italiano
- 7 dicembre - Zita Hanrot, attrice francese
- 7 dicembre - Kyle Hendricks, giocatore di baseball statunitense
- 7 dicembre - Nicholas Hoult, attore britannico
- 7 dicembre - Caleb Landry Jones, attore e cantante statunitense
- 7 dicembre - Keng Sang Choi, calciatore macaense
- 7 dicembre - Philip Larsen, hockeista su ghiaccio danese
- 7 dicembre - Danny Latza, calciatore tedesco
- 7 dicembre - Alessandro Marchi, calciatore italiano
- 7 dicembre - Tanja Muïn'o, regista ucraina
- 7 dicembre - Odei Onaindia, calciatore spagnolo
- 7 dicembre - Alberto Paradossi, attore italiano
- 7 dicembre - Matías Pascual, hockeista su pista argentino
- 7 dicembre - Ria Percival, calciatrice britannica
- 7 dicembre - Mauro Quiroga, calciatore argentino
- 7 dicembre - Simone Ruffini, nuotatore italiano
- 7 dicembre - Mark Ryder, attore britannico
- 7 dicembre - Kevin Séraphin, ex cestista francese
- 7 dicembre - Ivan Tomečak, calciatore croato
- 8 dicembre - Vladimir Castellón, calciatore boliviano
- 8 dicembre - Antonio Cinelli, allenatore di calcio e ex calciatore italiano
- 8 dicembre - Drew Doughty, hockeista su ghiaccio canadese
- 8 dicembre - Alonso Edward, velocista panamense
- 8 dicembre - Jen Ledger, batterista e cantante britannica
- 8 dicembre - Lee Yoo-young, attrice sudcoreana
- 8 dicembre - Andrew Nicholson, cestista canadese
- 8 dicembre - Claudia Nicoleitzik, atleta paralimpica tedesca
- 8 dicembre - Joe van Niekerk, ex rugbista a 15 e allenatore di rugby a 15 sudafricano
- 8 dicembre - Jan Radojkovič, ex pallamanista sloveno
- 8 dicembre - Leonardo Saldaña, calciatore colombiano
- 8 dicembre - Behdad Salimi Kordasiabi, sollevatore iraniano
- 8 dicembre - José Velásquez Colón, calciatore honduregno
- 8 dicembre - Pieter Verhees, pallavolista belga
- 8 dicembre - Zhang Yuan, calciatore cinese
- 8 dicembre - Joana de Verona, attrice brasiliana
- 9 dicembre - Marielle Amant, ex cestista francese
- 9 dicembre - Eric Bledsoe, cestista statunitense
- 9 dicembre - Stefano Cavedagna, politico italiano
- 9 dicembre - Arianna Garibotti, ex pallanuotista italiana
- 9 dicembre - Matthew Jurman, calciatore australiano
- 9 dicembre - Hasan Ali Kaldırım, calciatore turco
- 9 dicembre - Kareem Maddox, cestista statunitense
- 9 dicembre - Ahmed Magdi, calciatore egiziano
- 9 dicembre - Mauricinho, giocatore di beach soccer brasiliano
- 9 dicembre - Shenneika Smith, ex cestista e allenatrice di pallacanestro giamaicana
- 10 dicembre - Jacob Borden, calciatore americo-verginiano
- 10 dicembre - Krisztina Cseh, pentatleta ungherese
- 10 dicembre - Soolking, rapper e ballerino algerino
- 10 dicembre - Rosalind Groenewoud, sciatrice freestyle canadese
- 10 dicembre - Raymond Gunemba, calciatore papuano
- 10 dicembre - Maria Kurjo, tuffatrice tedesca
- 10 dicembre - Marion Maréchal, politica francese
- 10 dicembre - Alexandru Mateiu, calciatore rumeno
- 10 dicembre - Mauro Job Pontes Júnior, calciatore brasiliano
- 10 dicembre - Shao Ting, ex cestista cinese
- 10 dicembre - Genki Ōmae, calciatore giapponese
- 11 dicembre - Arindam Bhattacharya, calciatore indiano
- 11 dicembre - Stephen Burton, ex giocatore di football americano statunitense
- 11 dicembre - Agenor Detofol, calciatore brasiliano
- 11 dicembre - Hayk Gyokchyan, cestista libanese
- 11 dicembre - Kellie Harrington, ex pugile irlandese
- 11 dicembre - Thomas Koenis, ex cestista olandese
- 11 dicembre - Mário Lúcio, calciatore brasiliano
- 11 dicembre - Kamil Poźniak, calciatore polacco
- 11 dicembre - Jéssica Sanjuán, attrice e modella colombiana
- 11 dicembre - Jordan Theodore, cestista statunitense
- 11 dicembre - Mariella Voglreiter, ex sciatrice alpina austriaca
- 11 dicembre - Basil Weber, giocatore di football americano svizzero
- 11 dicembre - Burcu Özberk, attrice turca
- 12 dicembre - Ahmad Black, ex giocatore di football americano statunitense
- 12 dicembre - Juron Criner, giocatore di football americano statunitense
- 12 dicembre - Alessio Di Chirico, ex artista marziale misto e ex giocatore di football americano italiano
- 12 dicembre - Petronella Ekroth, calciatrice svedese
- 12 dicembre - Ante Erceg, calciatore croato
- 12 dicembre - Esquiva Falcão Florentino, pugile brasiliano
- 12 dicembre - Mike Glennon, giocatore di football americano statunitense
- 12 dicembre - Marshal Johnson, calciatore nigeriano
- 12 dicembre - Viktor Knoch, pattinatore di short track ungherese
- 12 dicembre - Kira Kovalenko, regista e sceneggiatrice russa
- 12 dicembre - Omega Roberts, calciatore liberiano
- 12 dicembre - Joe Sise, ex calciatore svedese
- 12 dicembre - Dale Stephens, ex calciatore inglese
- 13 dicembre - Cécilia Berder, schermitrice francese
- 13 dicembre - Christo Bilukidi, ex giocatore di football americano angolano
- 13 dicembre - Stefan Birčević, ex cestista serbo
- 13 dicembre - Diego Calderón Caicedo, calciatore colombiano
- 13 dicembre - Chiara Canzian, cantautrice e blogger italiana
- 13 dicembre - Katherine Schwarzenegger, scrittrice statunitense
- 13 dicembre - Filip Kraljević, cestista croato
- 13 dicembre - Mikel Landa, ciclista su strada spagnolo
- 13 dicembre - Denisa Manelista, cantante rumena († 2017)
- 13 dicembre - Hellen Obiri, maratoneta e mezzofondista keniota
- 13 dicembre - Ksenia Palkina, ex tennista kirghiza
- 13 dicembre - Mario Rivillos, giocatore di calcio a 5 spagnolo
- 13 dicembre - Curtis Slater, giocatore di football americano statunitense
- 13 dicembre - Taylor Swift, cantautrice e imprenditrice statunitense
- 13 dicembre - Mejdi Traoui, calciatore tunisino
- 13 dicembre - Tim Tscharnke, ex fondista tedesco
- 13 dicembre - Patryk Tuszyński, calciatore polacco
- 13 dicembre - Courtney Upshaw, giocatore di football americano statunitense
- 14 dicembre - David Ball, calciatore inglese
- 14 dicembre - Pedro Botelho, calciatore brasiliano
- 14 dicembre - Amini Fonua, nuotatore tongano
- 14 dicembre - Klaus Gjasula, calciatore albanese
- 14 dicembre - Jung Woo-young, calciatore sudcoreano
- 14 dicembre - Onew, cantante, attore e conduttore radiofonico sudcoreano
- 14 dicembre - Paulo Magalhaes, calciatore brasiliano
- 14 dicembre - Amath M'Baye, cestista francese
- 14 dicembre - Casper Ulrich Mortensen, pallamanista danese
- 14 dicembre - Christophoros Nungovitch, pallamanista cipriota
- 14 dicembre - Aisha Praught-Leer, siepista e mezzofondista giamaicana
- 14 dicembre - Christian Ribeiro, ex calciatore gallese
- 14 dicembre - Mitchell Watt, cestista statunitense
- 14 dicembre - Yang Hyo-jin, pallavolista sudcoreana
- 15 dicembre - Marcus Bergholtz, calciatore svedese
- 15 dicembre - Nichole Bloom, attrice e modella statunitense
- 15 dicembre - Helena Ciak, cestista francese
- 15 dicembre - Aaron Cresswell, calciatore inglese
- 15 dicembre - Darley Ramon Torres, calciatore brasiliano
- 15 dicembre - Ashley Frazier, ex pallavolista statunitense
- 15 dicembre - Ian Hogg, calciatore neozelandese
- 15 dicembre - Marwan Mabrouk, calciatore libico
- 15 dicembre - Ryan McBride, calciatore nordirlandese († 2017)
- 15 dicembre - Josh McQuoid, calciatore nordirlandese
- 15 dicembre - Anthony Miles, cestista statunitense
- 15 dicembre - Paco van Moorsel, ex calciatore olandese
- 15 dicembre - Jude Ogada, ex calciatore nigeriano
- 15 dicembre - Stephany Ortega, modella uruguaiana
- 15 dicembre - Edgar Prib, calciatore tedesco
- 15 dicembre - Arina Rodionova, tennista russa
- 15 dicembre - Lamine Sambe, cestista francese
- 15 dicembre - Earl Wolff, giocatore di football americano statunitense
- 16 dicembre - Randy Bullock, giocatore di football americano statunitense
- 16 dicembre - Mikkel Bødker, ex hockeista su ghiaccio danese
- 16 dicembre - Chen Yaoye, goista cinese
- 16 dicembre - Federica Cudia, tennistavolista italiana
- 16 dicembre - Mirei Kiritani, attrice e modella giapponese
- 16 dicembre - Taisuke Muramatsu, ex calciatore giapponese
- 16 dicembre - Sara Penzo, ex calciatrice italiana
- 16 dicembre - Chris Polk, giocatore di football americano statunitense
- 16 dicembre - André Simões, calciatore portoghese
- 16 dicembre - Daniele Vocaturo, scacchista italiano
- 16 dicembre - Caleb Walker, cestista statunitense
- 17 dicembre - Frank Alexander, ex giocatore di football americano statunitense
- 17 dicembre - Jamie Anderson, attore statunitense
- 17 dicembre - André Ayew, calciatore francese
- 17 dicembre - Novar Gadson, cestista statunitense
- 17 dicembre - André Hansen, calciatore norvegese
- 17 dicembre - Wandrille Lefèvre, calciatore francese
- 17 dicembre - Marcel Risse, ex calciatore tedesco
- 17 dicembre - Zsófia Simon, cestista ungherese
- 17 dicembre - Ekaterina Strokova, discobola russa
- 17 dicembre - Xu Li, lottatrice cinese
- 18 dicembre - Emily Atack, attrice e personaggio televisivo britannica
- 18 dicembre - Ashley Benson, attrice, modella e cantante statunitense
- 18 dicembre - Sophie Boilley, ex biatleta francese
- 18 dicembre - Francesco Ceci, pistard italiano
- 18 dicembre - Edenílson, calciatore brasiliano
- 18 dicembre - Kaitlyn Farrington, ex snowboarder statunitense
- 18 dicembre - Thulani Hlatshwayo, calciatore sudafricano
- 18 dicembre - Enrico Iannaccone, regista, sceneggiatore e compositore italiano
- 18 dicembre - Jonathan Kakou, calciatore francese
- 18 dicembre - Ahmed Mathlouthi, nuotatore tunisino
- 18 dicembre - Sugar Rodgers, ex cestista e allenatrice di pallacanestro statunitense
- 18 dicembre - Robert Tasso, calciatore vanuatuano
- 18 dicembre - Lawrence Visser, arbitro di calcio belga
- 18 dicembre - Branko Vrgoč, calciatore croato
- 18 dicembre - Tsimafei Zhukouski, pallavolista bielorusso
- 19 dicembre - Christopher Allen, ex calciatore gambiano
- 19 dicembre - Nikola Jevtović, cestista serbo
- 19 dicembre - Aurélie Kaci, calciatrice francese
- 19 dicembre - Nikola Leković, calciatore serbo
- 19 dicembre - Yamato Machida, calciatore giapponese
- 19 dicembre - Luis Páez, calciatore paraguaiano († 2019)
- 19 dicembre - Jean Garry Rubin, calciatore haitiano
- 19 dicembre - Siyoum Tesfaye, calciatore etiope
- 19 dicembre - Simon Van de Voorde, pallavolista belga
- 19 dicembre - Victor Mattos Cardozo, calciatore brasiliano
- 20 dicembre - John Boyett, giocatore di football americano statunitense
- 20 dicembre - Ha Tae-gyu, schermidore sudcoreano
- 20 dicembre - Allan Hyde, attore danese
- 20 dicembre - Star Lotulelei, giocatore di football americano tongano
- 20 dicembre - Damian Radowicz, ex calciatore polacco
- 20 dicembre - Matic Račič, giocatore di calcio a 5 sloveno
- 20 dicembre - Satoshi Sakashita, ex pattinatore di short track giapponese
- 20 dicembre - Beatriz Sánchez Marrufo, cestista spagnola
- 20 dicembre - Chris Tanev, hockeista su ghiaccio canadese
- 20 dicembre - Léandre Tawamba, calciatore camerunese
- 21 dicembre - Edwin Ávila, pistard e ciclista su strada colombiano
- 21 dicembre - Tamannaah Bhatia, attrice indiana
- 21 dicembre - Quinta Brunson, attrice, sceneggiatrice e produttrice televisiva statunitense
- 21 dicembre - Marcus Capers, ex cestista statunitense
- 21 dicembre - Dionisio Emanuel Villalba Rojano, calciatore spagnolo
- 21 dicembre - Fang Yuting, arciera cinese
- 21 dicembre - Andreas Fragkos, pallavolista greco
- 21 dicembre - Jonathan Gómez, calciatore argentino
- 21 dicembre - Mark Ingram, ex giocatore di football americano statunitense
- 21 dicembre - Cheikhou Kouyaté, calciatore senegalese
- 21 dicembre - Pablo Mazza, calciatore argentino
- 21 dicembre - Andrés Fabricio Romero, ex calciatore argentino
- 21 dicembre - Filippo Scarafia, attore italiano
- 21 dicembre - Shōhei Tochimoto, saltatore con gli sci giapponese
- 21 dicembre - Jorien ter Mors, pattinatrice di short track e pattinatrice di velocità su ghiaccio olandese
- 22 dicembre - Manon Aubry, politica francese
- 22 dicembre - Zaven Badoyan, calciatore armeno
- 22 dicembre - Logan Huffman, attore statunitense
- 22 dicembre - Park Il-gyu, calciatore sudcoreano
- 22 dicembre - Jordin Sparks, cantautrice e attrice statunitense
- 23 dicembre - Brahian Alemán, calciatore uruguaiano
- 23 dicembre - Didier Brossou, calciatore ivoriano
- 23 dicembre - Zouhair Feddal, ex calciatore marocchino
- 23 dicembre - Mishel Prada, attrice statunitense
- 23 dicembre - Federica Rosellini, attrice, scrittrice e regista teatrale italiana
- 23 dicembre - Marcos Sánchez, calciatore panamense
- 23 dicembre - Christopher Telemaque, calciatore anglo-verginiano
- 24 dicembre - Muminjon Abdullaev, lottatore uzbeko
- 24 dicembre - Rashed Al Hooti, calciatore bahreinita
- 24 dicembre - Matt Calvert, ex hockeista su ghiaccio canadese
- 24 dicembre - Chen Zijie, calciatore cinese
- 24 dicembre - Daniel Durant, attore statunitense
- 24 dicembre - Carlos Escobar Ortíz, calciatore cileno
- 24 dicembre - Steve Johnson, ex tennista statunitense
- 24 dicembre - Clara Munarini, arbitro di rugby a 15 italiana
- 24 dicembre - Daisuke Narimatsu, pugile giapponese
- 24 dicembre - Diafra Sakho, allenatore di calcio e ex calciatore senegalese
- 24 dicembre - Gonzalo Verón, calciatore argentino
- 25 dicembre - Christian Almeida, calciatore uruguaiano
- 25 dicembre - Djamel Benlamri, calciatore algerino
- 25 dicembre - Karim Coulibaly Diaby, calciatore ivoriano
- 25 dicembre - Raúl Iberbia, ex calciatore argentino
- 25 dicembre - Eddy Kenzo, cantante ugandese
- 25 dicembre - Angelo Peña, calciatore venezuelano
- 25 dicembre - Enis Saiti, calciatore macedone
- 25 dicembre - Catalina Usme, calciatrice colombiana
- 26 dicembre - Hannah Arterton, attrice britannica
- 26 dicembre - Bassel Bawji, ex cestista statunitense
- 26 dicembre - Yohan Blake, velocista giamaicano
- 26 dicembre - Boyis, giocatore di calcio a 5 spagnolo
- 26 dicembre - Aleksandr Bulanov, pesista russo
- 26 dicembre - Noga Erez, cantante israeliana
- 26 dicembre - Bradie Ewing, ex giocatore di football americano statunitense
- 26 dicembre - Sofiane Feghouli, calciatore francese
- 26 dicembre - Miloš Janković, giocatore di football americano serbo
- 26 dicembre - Diego Jardel, calciatore brasiliano
- 26 dicembre - Tomáš Kundrátek, hockeista su ghiaccio ceco
- 26 dicembre - Kwak Yoon-gy, pattinatore di short track sudcoreano
- 26 dicembre - Pa Modou Jagne, allenatore di calcio e ex calciatore gambiano
- 26 dicembre - Kent Nolan, attore canadese († 2014)
- 26 dicembre - Li Kotomi, scrittrice giapponese
- 26 dicembre - Lecabela Quaresma, multiplista, ostacolista e triplista saotomense
- 26 dicembre - Dominick Reyes, artista marziale misto statunitense
- 26 dicembre - Diego Simonet, pallamanista argentino
- 26 dicembre - Hélder Tavares, calciatore portoghese
- 26 dicembre - Sora Tokui, doppiatrice e cantante giapponese
- 26 dicembre - Luke Worrall, modello inglese
- 26 dicembre - Rocío de Meer Méndez, politica e avvocata spagnola
- 27 dicembre - Teteh Bangura, ex calciatore sierraleonese
- 27 dicembre - Bu Yong-chan, pallavolista sudcoreano
- 27 dicembre - Gauthier Caron, calciatore francese
- 27 dicembre - Michele Castagnetti, calciatore italiano
- 27 dicembre - Francesco Coppoli, pallanuotista italiano
- 27 dicembre - Josianne Cutajar, politica maltese
- 27 dicembre - Džavid Hamzatov, lottatore russo
- 27 dicembre - Ivan Josović, calciatore serbo
- 27 dicembre - David King, giocatore di football americano statunitense
- 27 dicembre - Kateryna Lahno, scacchista ucraina
- 27 dicembre - Brijesh Lawrence, velocista nevisiano
- 27 dicembre - John Mulroy, calciatore irlandese
- 27 dicembre - Gessica Notaro, attivista italiana
- 27 dicembre - Frah Quintale, cantautore e rapper italiano
- 27 dicembre - Sun Wenyan, sincronetta cinese
- 27 dicembre - Maaya Uchida, attrice, doppiatrice e cantante giapponese
- 27 dicembre - Vince Williams, giocatore di football americano statunitense
- 28 dicembre - Silvia Alonso, attrice spagnola
- 28 dicembre - Harry Arter, calciatore irlandese
- 28 dicembre - Austin Barnes, giocatore di baseball statunitense
- 28 dicembre - George Blagden, attore britannico
- 28 dicembre - Jessie Buckley, attrice e cantante irlandese
- 28 dicembre - Paola Caccialanza, cestista italiana
- 28 dicembre - Sébastien Dockier, hockeista su prato belga
- 28 dicembre - Sandro Foda, calciatore tedesco
- 28 dicembre - Emmanuel García, ex calciatore messicano
- 28 dicembre - Igor Jelić, ex calciatore serbo
- 28 dicembre - Julian Kern, ex ciclista su strada tedesco
- 28 dicembre - Xavier Laglais Kouassi, calciatore ivoriano
- 28 dicembre - Bennie Logan, giocatore di football americano statunitense
- 28 dicembre - Kamilė Nacickaitė, cestista lituana
- 28 dicembre - Khiry Robinson, giocatore di football americano statunitense
- 28 dicembre - Mackenzie Rosman, attrice statunitense
- 28 dicembre - Salvador Sobral, cantante portoghese
- 28 dicembre - Tiago Ronaldo, calciatore portoghese
- 28 dicembre - Michael Trulsen, calciatore norvegese
- 29 dicembre - Ofosu Appiah, ex calciatore ghanese
- 29 dicembre - Drew Barham, ex cestista statunitense
- 29 dicembre - Travis Benjamin, giocatore di football americano statunitense
- 29 dicembre - Cecilia Carranza, velista argentina
- 29 dicembre - Lassana Diarra, ex calciatore maliano
- 29 dicembre - Pardison Fontaine, rapper e paroliere statunitense
- 29 dicembre - Khalid Karami, ex calciatore olandese
- 29 dicembre - Josh Kline, giocatore di football americano statunitense
- 29 dicembre - Jane Levy, attrice statunitense
- 29 dicembre - Julio Nava, calciatore messicano
- 29 dicembre - Kei Nishikori, tennista giapponese
- 29 dicembre - Renan Oliveira, calciatore brasiliano
- 29 dicembre - Sibusiso Vilakazi, calciatore sudafricano
- 30 dicembre - Tyler Anderson, giocatore di baseball statunitense
- 30 dicembre - Behailu Assefa, calciatore etiope
- 30 dicembre - Natasha Baker, cavallerizza britannica
- 30 dicembre - Florian Cazenave, rugbista a 15 francese
- 30 dicembre - Clarisse Crémer, navigatrice francese
- 30 dicembre - Manuel Gaspar Costa, calciatore angolano
- 30 dicembre - Elguja Grigalashvili, calciatore georgiano
- 30 dicembre - Diallo Guidileye, ex calciatore mauritano
- 30 dicembre - Ezekiel Jafary, maratoneta tanzaniano
- 30 dicembre - Alexandra Klineman, giocatrice di beach volley e ex pallavolista statunitense
- 30 dicembre - Sanchita Kromodirjo, modella surinamese
- 30 dicembre - Warren Niles, ex cestista e allenatore di pallacanestro statunitense
- 30 dicembre - Riccardo Pederzini, cestista italiano
- 30 dicembre - Hannah Reid, musicista britannica
- 30 dicembre - Christopher Robanske, ex snowboarder canadese
- 30 dicembre - Ryan Sheckler, skater e personaggio televisivo statunitense
- 30 dicembre - Diogo Silvestre Bittencourt, ex calciatore brasiliano
- 30 dicembre - Chris Wu, attore, cantante e modello taiwanese
- 30 dicembre - Yoon Bo-ra, cantante, rapper e attrice sudcoreana
- 31 dicembre - Akino, cantante giapponese
- 31 dicembre - Alpha Bâ, ex calciatore senegalese
- 31 dicembre - Mamadou Bagayoko, calciatore ivoriano
- 31 dicembre - Ousmane Baldé, ex calciatore guineano
- 31 dicembre - Darwin Cerén, calciatore salvadoregno
- 31 dicembre - Kelvin Herrera, ex giocatore di baseball dominicano
- 31 dicembre - Brydan Klein, tennista australiano
- 31 dicembre - Javier Parraguez, calciatore cileno
- 31 dicembre - Mohammed Rabiu, ex calciatore ghanese
- 31 dicembre - Nicole Remund, calciatrice svizzera
- 31 dicembre - Mamadou Samb, cestista senegalese
- 31 dicembre - Cvetan Sokolov, pallavolista bulgaro
- 31 dicembre - Martino Valle Da Rin, hockeista su ghiaccio italiano
- 31 dicembre - Seidu Yahaya, ex calciatore ghanese